# Station Cuxhaven
Station Cuxhaven (Bahnhof Cuxhaven) is een spoorwegstation in de Duitse plaats Cuxhaven, in de deelstaat Nedersaksen. Het station is een kopstation en het eindpunt voor de spoorlijn Bremerhaven - Cuxhaven en spoorlijn Lehrte - Cuxhaven.

## Geschiedenis
Het eerste station in Cuxhaven werd in 1881 met de ingebruikname van de Niederelbahn geopend. In 1896 kwam de spoorlijn naar Geestemünde (Bremerhaven) in bedrijf. Door de groeiende vraag was er een groter station nodig. Het nieuwe kopstation werd in 1898 geopend. Het eerste stationsgebouw bleef als dienstgebouw in gebruik maar is tegenwoordig gesloten. Parallel aan de reizigerssporen bevinden zich in de richting van de haven de goederensporen, met goederenloodsen bij de Ladestraße. Dichter bij de haven bevindt zich ook een grote visafslag met een eigen overladingsstation.

## Stationsgebouw
Het stationsgebouw staat haaks aan de kop van de sporen. In het stationsgebouw bevinden zich een DB-Reisezentrum, een boekhandel en een bakkerij inclusief café.
Van het Stationsinitiatief Cuxhaven is er het voorstel om meer winkelruimte, vergader- en kantoorruimte in het bestaande stationsgebouw te creëren. Als beheerder van het station is door het Stationsinitiatief Cuxhaven voorgesteld om een coöperatie te starten, genaamd Bürgerbahnhof. De coöperatie zal bestaan uit Cuxhavenaren en vrienden van de stad.
Het station had oorspronkelijk vier perronsporen aan twee overdekte eilandperrons. Het zuidelijkste spoor 4 werd in 1984 gesloopt en de overkapping weggehaald.

## Stationsomgeving
Op het stationsplein is er een halte voor lokale en regionale bussen. Dicht bij het station bevindt zich de binnenstad van Cuxhaven. Van het Stationsinitiatief Cuxhaven zijn er tal van ideeën om ook het stationsplein te herinrichten.

## Verbouwing
In het kader van de modernisering in 2013 werden de perrons onderhanden genomen. Op de perrons kwamen abri's, bankjes, nieuwe verlichting, blinde geleidelijnen, informatiepanelen, klokken en dynamische reisinformatie.

## Treinverbindingen
De volgende treinseries doen station Cuxhaven aan:

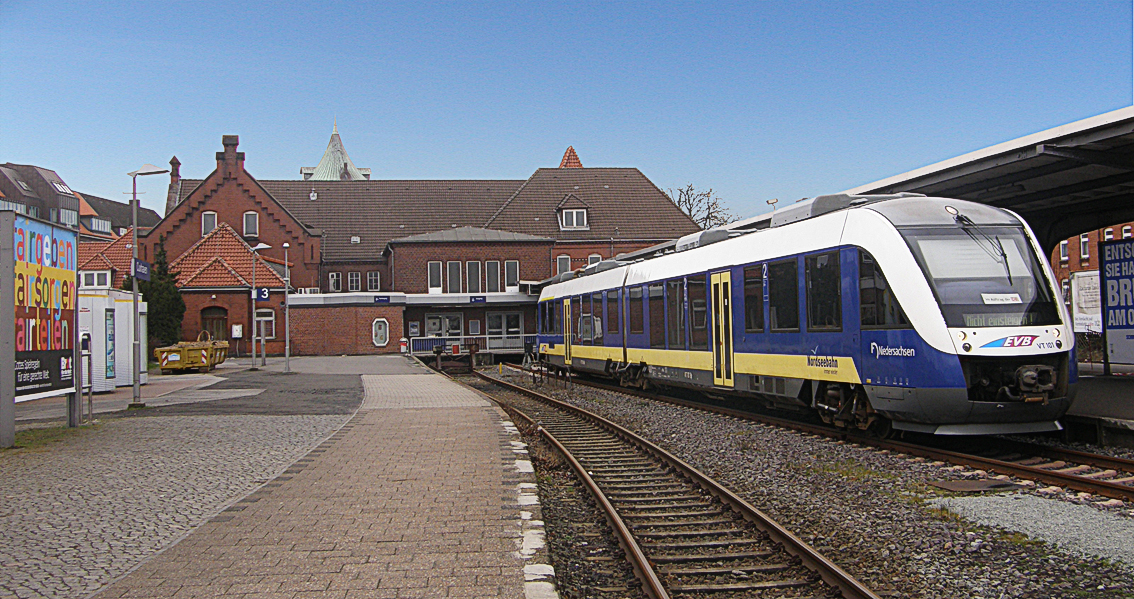
EVB-treinstel in station Cuxhaven

| Serie | Treinsoort               | Route                                                                     | Bijzonderheden |
| ----- | ------------------------ | ------------------------------------------------------------------------- | -------------- |
| RE 5  | Regional-Express (Start) | Hamburg Hbf – Hamburg-Harburg – Buxtehude – Stade – Otterndorf – Cuxhaven |                |
| RB 33 | Regionalbahn (EVB)       | Buxtehude – Bremervörde – Bremerhaven Hbf – Bremerhaven-Lehe – Cuxhaven   |                |